# 龍負圖
龍負圖（1577年2月27日—？），字易原，號崑河，直隶永平府昌黎县人，明朝政治人物。

## 生平
龍負圖早年出身縣學附學生，以《詩經》中萬曆二十二年（1594年）順天鄉試舉人第八十五名，二十九年（1601年）會試中式第二十六名，成二甲第四十九名進士，吏部觀政，丁憂歸，三十二年官至户部主事。

## 家族
曾祖龍潭，祖父龍廷錦，父親貢生、滿城縣縣丞龍進忠，母親董氏。